# Pauley Perrette

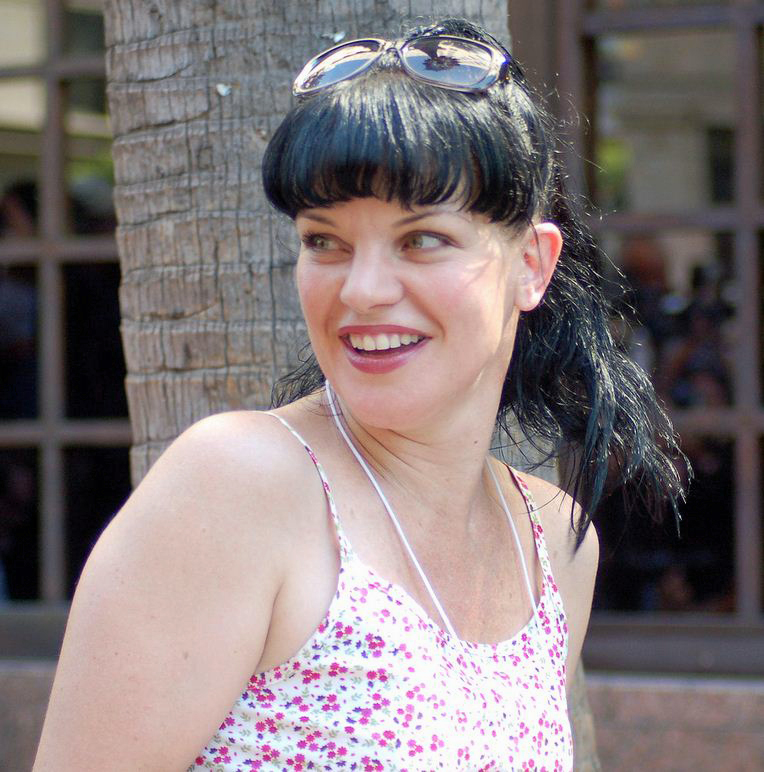
Pauley Perrette (2012)

Pauley Perrette (* 27. März 1969 in New Orleans, Louisiana) ist eine ehemalige US-amerikanische Schauspielerin und Sängerin.

## Leben
Pauley Perrette wurde in New Orleans geboren und verbrachte einen Großteil ihrer Kindheit in den Südstaaten, jedoch zog ihre Familie sehr oft um. Sie hat eine Schwester.
Nach ihrem Highschool-Abschluss studierte Perrette in Atlanta Soziologie und Psychologie und begann ihren Master in Kriminologie. Noch während des Studiums zog sie nach New York, wo sie sich mit Kellnern über Wasser halten konnte. Durch einen Zufall fing sie an, mit kleinen Auftritten in Werbespots und Musikvideos Geld zu verdienen. Infolgedessen erhielt Pauley Perrette Rollen in verschiedenen Serien und Filmen. Die bekannteste Rolle ist die der Abigail „Abby“ Sciuto, eine der Hauptrollen in der Serie Navy CIS. Anfang Oktober 2017 verkündete Perrette ihren Ausstieg aus der Serie nach der 15. Staffel.
Pauley Perrette ist nicht nur Schauspielerin, sondern auch als Produzentin tätig. Sie drehte den Film The American Shame. Sie ist eine Poetin, ein Spoken Word Artist, und hat einige Werke veröffentlicht. Pauley Perrette sang in der Independent-Rock-Girlband „Lo-Ball“, die Band löste sich jedoch 2003 auf. Momentan singt sie in der Band „Stop Making Friends“, von der auch Musik auf dem offiziellen Soundtrack zu Navy CIS zu hören ist.

## Privates

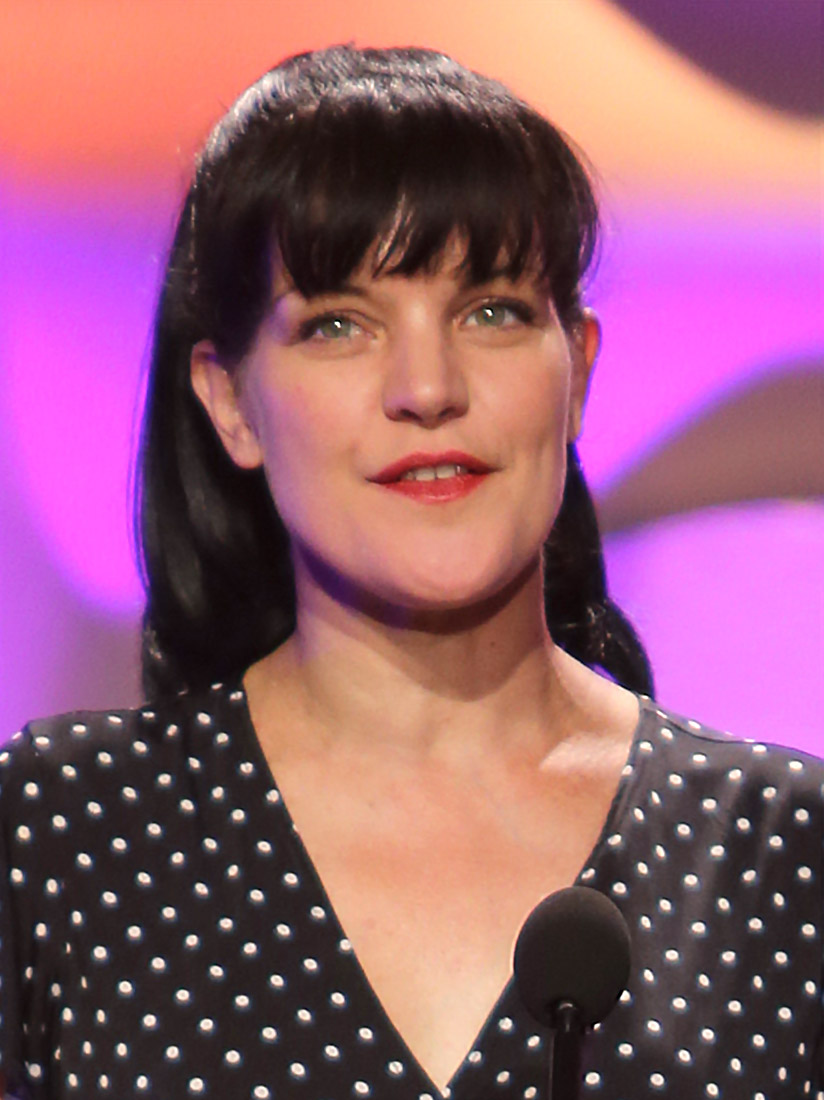
Pauley Perrette (2014)

Am 20. Oktober 2000 heiratete sie Coyote Shivers, die Ehe wurde am 1. Februar 2006 geschieden.
Perrette war eine gute Freundin der Rocksängerin und Bassistin der Band Betty Blowtorch Bianca Halstead, die 2001 bei einem Autounfall starb. Ein Jahr später starb Pauley Perrettes Mutter an Brustkrebs und kurz darauf ihr Freund Glenn Quinn an einer Überdosis Heroin.
Am 14. Februar 2009 heiratete Pauley Perrette den Kameramann Michael Bosman, die Eheschließung war aber nicht rechtsgültig. Seit 2011 war sie mit Thomas Arklie, einem ehemaligen Angehörigen der britischen Royal Marines und Schauspieler, verlobt. Noch vor Weihnachten 2016 trennten sich die beiden.
Perrette engagiert sich für die Rechte von Homosexuellen. Sie beabsichtigte u. a. erst dann zu heiraten, wenn dies auch für gleichgeschlechtliche Paare möglich ist.
Am 7. Juli 2020 gab Perette via Twitter bekannt, ihre Schauspielkarriere zu beenden. Das habe sie eigentlich schon nach ihrem Ausstieg bei Navy CIS tun wollen. Für die Serie Broke, die aber schon nach ihrer ersten Staffel wieder abgesetzt wurde, sei sie jedoch noch ein letztes Mal vor die Kameras getreten und habe es genossen. Im Oktober 2024 bestätigte sie ihr Karriereende erneut.

## Filmografie (Auswahl)
- 1994: Junge Schicksale (ABC Afterschool Specials, Fernsehreihe, Folge Magical Make Over)
- 1996: Frasier (Fernsehserie, 2 Folgen)
- 1996–1997: Murder One (Fernsehserie, 10 Folgen)
- 1997: Allein gegen die Zukunft (Early Edition, Fernsehserie, Folge 1x13)
- 1997: The Magic Of Love (The Price Of Kissing)
- 1998: That’s Life (Fernsehserie, 6 Folgen)
- 1998: Drew Carey Show (The Drew Carey Show, Fernsehserie, 4 Folgen)
- 1999–2000: New York Life – Endlich im Leben! (Time of Your Life, Fernsehserie, 19 Folgen)
- 2000: Almost Famous – Fast berühmt (Almost Famous)
- 2000: Smash (Fernsehserie)
- 2001: Special Unit 2 – Die Monsterjäger (Special Unit 2, Fernsehserie, 4 Folgen)
- 2002: Ring (The Ring)
- 2002: Dawson’s Creek (Fernsehserie, 2 Folgen)
- 2002: Haunted (Fernsehserie, Folge 1x03)
- 2003: CSI: Den Tätern auf der Spur (CSI: Crime Scene Investigation, Fernsehserie, Folge 3x15 Die Schaumparty)
- 2003: 24 (Fernsehserie, 2 Folgen)
- 2003: JAG – Im Auftrag der Ehre (JAG, Fernsehserie, 2 Folgen)
- 2003: Ash Tuesday
- 2003–2018: Navy CIS (NCIS, Fernsehserie, 352 Folgen)
- 2004: A Moment of Grace (Kurzfilm)
- 2005: Potheads: The Movie
- 2009: Navy CIS: L.A. (NCIS: Los Angeles, Fernsehserie, 2 Folgen)
- 2010: The Singularity is Near (Dokumentation)
- 2010: Satan Hates You
- 2010: FCU: Fact Checkers Unit (Fernsehserie, 8 Folgen)
- 2012: I Am Bad
- 2014–2016: NCIS: New Orleans (Fernsehserie, 2 Folgen)
- 2016: Fantasy Hospital (Fernsehserie, Stimme, 10 Folgen)
- 2017: When We Rise (Fernsehserie, 2 Folgen)
- 2020: Broke (Fernsehserie, 13 Folgen)

### Musikvideos
- 1993: George Michael – „Killer“
- 1993: Right Said Fred – „Bumped“
- 1994: Madonna – „Secret“
- 2003/2004: Metallica – „The Unnamed Feeling“
- 2011: B. Taylor – „Fire In Your Eyes“
- 2012: DMC – „Attention Please“